# 8-ヒドロキシクェルセチン 8-O-メチルトランスフェラーゼ
8-ヒドロキシクェルセチン 8-O-メチルトランスフェラーゼ(8-hydroxyquercetin 8-O-methyltransferase、EC 2.1.1.88)は、以下の化学反応を触媒する酵素である。
S-アデノシル-L-メチオニン + 3,5,7,8,3',4'-ヘキサヒドロキシフラボン{\displaystyle \rightleftharpoons }S-アデノシル-L-ホモシステイン + 3,5,7,3',4'-ペンタヒドロキシ-8-メトキシフラボン
従って、この酵素の2つの基質はS-アデノシル-L-メチオニンと3,5,7,8,3',4'-ヘキサヒドロキシフラボン（ゴッシペチン）、2つの生成物はS-アデノシル-L-ホモシステインと3,5,7,3',4'-ペンタヒドロキシ-8-メトキシフラボンである。
この酵素は、転移酵素、特に1炭素基を転移させるメチルトランスフェラーゼのファミリーに属する。系統名は、S-アデノシル-L-メチオニン:3,5,7,8,3',4'-ヘキサヒドロキシフラボン 8-O-メチルトランスフェラーゼ(S-adenosyl-L-methionine:3,5,7,8,3',4'-hexahydroxyflavone 8-O-methyltransferase)である。